# Kraftfahrzeug
Ein Kraftfahrzeug (Abkürzung: Kfz, Kfz. oder KFZ, selten auch fälschlicherweise KfZ), in der Schweiz und in Liechtenstein Motorfahrzeug (Mfz), ist ein „durch einen Motor angetriebenes, nicht an Schienen gebundenes Fahrzeug“, das „auf dem Erdboden bewegt wird“, also ein Automobil (D/A: Kraftwagen, CH: Motorwagen), Motorrad (D: Krafträder) oder eine Zugmaschine. Den Verkehr aller Kraftfahrzeuge nennt man auch Kraftverkehr beziehungsweise in der Schweiz Motorfahrzeugverkehr.

## Definition

### Deutschland
Im deutschen Straßenverkehrsrecht existiert folgende Legaldefinition:

„Als Kraftfahrzeuge im Sinne dieses Gesetzes gelten Landfahrzeuge, die durch Maschinenkraft bewegt werden, ohne an Bahngleise gebunden zu sein.“

In § 2 Nr. 1 der deutschen Fahrzeug-Zulassungsverordnung werden Kraftfahrzeuge definiert als „nicht dauerhaft spurgeführte Landfahrzeuge, die durch Maschinenkraft bewegt werden.“ Eine Ausnahme bilden dort allerdings die Fahrräder mit Hilfsantrieb (§ 63a Abs. 2 StVZO) sowie Fahrzeuge, die nicht schneller als 6 km/h fahren können (§ 16 Abs. 2 StVZO).

### Schweiz
In der Schweiz ist definiert:

„Motorfahrzeug im Sinne dieses Gesetzes ist jedes Fahrzeug mit eigenem Antrieb, durch den es auf dem Erdboden unabhängig von Schienen fortbewegt wird.“

### Österreich
In Österreich gilt nach Kraftfahrgesetz (§ 2 (1) Z 1 KFG):
(1) Im Sinne dieses Bundesgesetzes gilt als
1. Kraftfahrzeug ein zur Verwendung auf Straßen bestimmtes oder auf Straßen verwendetes Fahrzeug, das durch technisch freigemachte Energie angetrieben wird und nicht an Gleise gebunden ist, auch wenn seine Antriebsenergie Oberleitungen entnommen wird;

### International
Das internationale Übereinkommen über Straßenverkehrszeichen definiert:

„m) „Kraftfahrzeuge“*) ist jedes auf der Straße mit eigener Kraft verkehrende Fahrzeug mit Antriebsmotor mit Ausnahme der Motorfahrräder im Hoheitsgebiet der Vertragsparteien, die sie nicht den Krafträdern gleichgestellt haben, und mit Ausnahme der Schienenfahrzeuge;

n) „Kraftfahrzeuge“*) im Sinne dieses Buchstabens sind nur die Kraftfahrzeuge, die üblicherweise auf der Straße zur Beförderung von Personen oder Gütern oder zum Ziehen von Fahrzeugen, die für die Personen- oder Güterbeförderung benutzt werden, dienen. Dieser Begriff schließt die Oberleitungsomnibusse – das heißt die mit einer elektrischen Leitung verbundenen und nicht auf Schienen fahrenden Fahrzeuge – ein. Er umfasst nicht Fahrzeuge, die auf der Straße nur gelegentlich zur Beförderung von Personen oder Gütern oder zum Ziehen von Fahrzeugen, die der Personen- oder Güterbeförderung dienen, benutzt werden, wie landwirtschaftliche Zugmaschinen;

*) Der Begriff „Kraftfahrzeug“ wird in zwei verschiedenen Bedeutungen gebraucht. Wird er ohne Zusatz gebraucht, so hat er die ihm unter Buchstabe m zugeordnete Bedeutung. Wird er mit dem Zusatz „(Artikel 1 Buchstabe n)“ gebraucht, so hat er die ihm unter Buchstabe n zugeordnete Bedeutung.“

### Sonstiges
In anderen Ländern gilt meist eine analoge Definition.
Kraftfahrzeuge gelten als Straßenfahrzeuge, da die Spurführung in der Regel durch Reibung auf ebener oder unebener Fläche erreicht wird. Schienenfahrzeuge gehören trotz des motorischen Antriebs nicht zu den Kraftfahrzeugen. Entsprechende Definitionen finden sich in den verkehrsrechtlichen Gesetzen, so im deutschen Straßenverkehrsgesetz (§ 1 Abs. 2 StVG), im österreichischen Kraftfahrgesetz (§ 2 (1) Z 1 KFG) und im Schweizer Strassenverkehrsgesetz (Art. 7 SVG).

## Fahrzeug- und Aufbauarten (Deutschland)
Zur einheitlichen Erfassung von Fahrzeugdaten trat am 1. Oktober 2005 das Verzeichnis zur Systematisierung von Kraftfahrzeugen und ihren Anhängern des Kraftfahrt-Bundesamtes in Kraft. Aufgeführt werden unter anderem EG-Fahrzeugklassen, Emissionsklassen, Fahrzeug- und Aufbauarten (national) sowie Kraftstoffarten bzw. Energiequellen. Zu den Kraftfahrzeugen zählen demnach (in Klammern die entsprechenden Abkürzungen):
- Zwei- und dreirädrige sowie leichte vierrädrige Kraftfahrzeuge (Kfz), EU-Fahrzeugklasse L
  - Kleinkrafträder
    - Motorfahrräder (Mofas) (auch Fahrräder mit Hilfsmotor und Elektromotorroller)
    - Leichtmofa
    - 3-rädrig bis 50 cm³, 45 km/h / Piaggio Ape 50

  - Leichtkraftfahrzeuge
    - 4-rädrig, unter 350 kg, bis 50 cm³ bzw. 4 kW

  - Krafträder (Kraftrad)
    - Motorräder (Krad) in den straßenverkehrsrechtlichen Kategorien
    - Leichtkrafträder / Motorroller

  - Drei- und leichte vierrädrige Kraftfahrzeuge
    - Autorikscha / Tuk-Tuk
    - E-bikes
    - S Class Pedelecs
    - Voiturette
    - Quad / All Terrain Vehicle
    - Rollermobil / Piaggio Ape / Mopedauto / Trike / Leichtfahrzeug
- Personenkraftwagen (Pkw), EU-Fahrzeugklasse M
  - Fahrzeuge zur Personenbeförderung mit mindestens 4 Rädern
  - Automobile aller Antriebsarten
  - Amphibienfahrzeuge an Land
  - Motorschlitten
- Kraftomnibusse (KOM) (Eng mit dem Kraftomnibus verwandt ist der Oberleitungsbus, der jedoch aufgrund seiner Abhängigkeit von einer Fahrleitung als Mischung aus Straßenbahn und Bus gilt,[11] und daher eine Sonderstellung einnimmt. Weil er ähnlich einer Straßenbahn an eine feste Infrastruktur gebunden ist, gelten für ihn besondere gesetzliche Regelungen.)
- Lastkraftwagen (Lkw)
  - Nutzfahrzeug (Nfz) / Nutzkraftwagen (Nkw)
  - Oberleitungslastkraftwagen
- Zugmaschinen
  - Land- oder forstwirtschaftliche Zugmaschinen / Traktoren
- Selbstfahrende Arbeitsmaschinen (sfAM)
  - Baumaschinen, sofern nicht schienengebunden
- Sonstige Kraftfahrzeuge
  - Sonder-Nfz
    - Abschleppwagen
    - Einachsschlepper
    - Fahrzeuge der Feuerwehr (z. B. Drehleiter, Tanklöschfahrzeug)
    - Fahrzeuge des Katastrophenschutzes (z. B. Gerätekraftwagen, Arzttruppkraftwagen)
    - landgebundene Rettungsmittel (z. B. Krankentransportwagen, Rettungswagen, Notarztwagen)
    - Kommunalfahrzeuge (z. B. Müllfahrzeuge, Straßenkehrmaschinen, Kanalreinigungsmaschinen)

  - Elektrokarren
  - Fahrzeugkrane
  - Flurförderzeuge (Hubwagen, Gabelstapler usw.)
  - Golfplatzfahrzeug / Golfmobil / Golfcart / Golfcaddy
  - Halbkettenfahrzeuge aller Art (werden in vielen Fällen zu den Zugmaschinen gerechnet)
  - Kettenfahrzeuge aller Art (z. B. Panzer, Pistenraupen, Schneemobile)
  - motorbetriebene Rollstühle
  - Flugzeugschlepper
  - Pferdetransporter
  - Solarfahrzeug
  - Wohnmobile
  - Zweiwegefahrzeuge

## Internationale Klassifizierung (EG-Fahrzeugklassen)
In der Europäischen Union sind Kraftfahrzeuge nach Artikel 4 der Verordnung (EU) 2018/858 in die Klassen M, N und O und T eingeteilt. Außerdem sind zusätzliche zweirädrige, dreirädrige und vierrädrige Kraftfahrzeuge nach Artikel 4 der Verordnung (EU) Nr. 168/2013 in die Klasse L eingeteilt.
- L
  - L1 Einspurige Kleinkrafträder
  - L2 Mehrspurige Kleinkrafträder
  - L3 Motorräder
  - L4 Motorräder mit Beiwagen
  - L5 Motordreiräder
  - L6 4-rädriges Leichtkraftfahrzeug
  - L7 4-rädriges Kraftfahrzeug (max. Nutzleistung 15 kW, Leermasse bis 400 kg, bis 550 kg für Güterbeförderung (jeweils ohne Batterien bei Elektrofahrzeugen))

- M Kraftfahrzeuge für Personenbeförderung mit mindestens vier Rädern
  - M1 Fahrzeuge mit maximal 8 Sitzplätzen (außer dem Fahrersitz)
  - M2 Fahrzeuge mit mehr als 8 Sitzplätzen unter 5 Tonnen
  - M3 Fahrzeuge mit mehr als 8 Sitzplätzen über 5 Tonnen

- N Kraftfahrzeuge für Güterbeförderung mit mindestens vier Rädern
  - N1 Fahrzeuge mit einem zulässigen Gesamtgewicht bis zu 3,5 t.
  - N2 Fahrzeuge mit einem zulässigen Gesamtgewicht bis zu 12 t.
  - N3 Fahrzeuge mit einem zulässigen Gesamtgewicht über 12 t.

- O Anhänger einschließlich Sattelanhänger
  - O1 Anhänger bis 750 kg (leichte Anhänger)
  - O2 Anhänger bis 3,5 t
  - O3 Anhänger bis 10 t
  - O4 Anhänger über 10 t

## Technik
Das Kraftfahrzeug besteht aus einer Vielzahl von Teilen, die in Aggregaten und selbstständigen Baugruppen zusammengefasst sind. Das mittelbare und unmittelbare Zusammenspiel aller Teile gewährleistet die ordnungsgemäße Funktion des Automobils. Zu den Hauptbaugruppen zählen:
- Motor
- Kraftübertragung
- Fahrwerk
- Karosserie oder auch Aufbau genannt
- Fahrzeugelektrik/-elektronik

### Motor
Motoren sind Maschinen, die durch Energieumwandlung mechanische Antriebskraft erzeugen. Im Automobilbau werden momentan vorrangig Verbrennungsmotoren eingesetzt.
Die Unterteilung der Verbrennungsmotoren erfolgt nach mehreren Gesichtspunkten:
- nach der Bauform
  - Hubkolbenmotor (heute vorherrschende Bauweise)
  - Kreiskolbenmotor, auch Wankel- oder Drehkolbenmotor genannt (nur vereinzelt verbaut)
  - Gasturbine (ausschließlich für Panzer, sonst nur in Experimentalfahrzeugen)
  - Dampfmaschine (veraltet)

- nach dem verwendeten Energieträger (Kraftstoff) Auto mit Holzvergaser
  - Ottomotor (Benzinmotor)
  - Dieselmotor
  - Vielstoffmotor
  - Holzgas

- nach dem Wirkprinzip

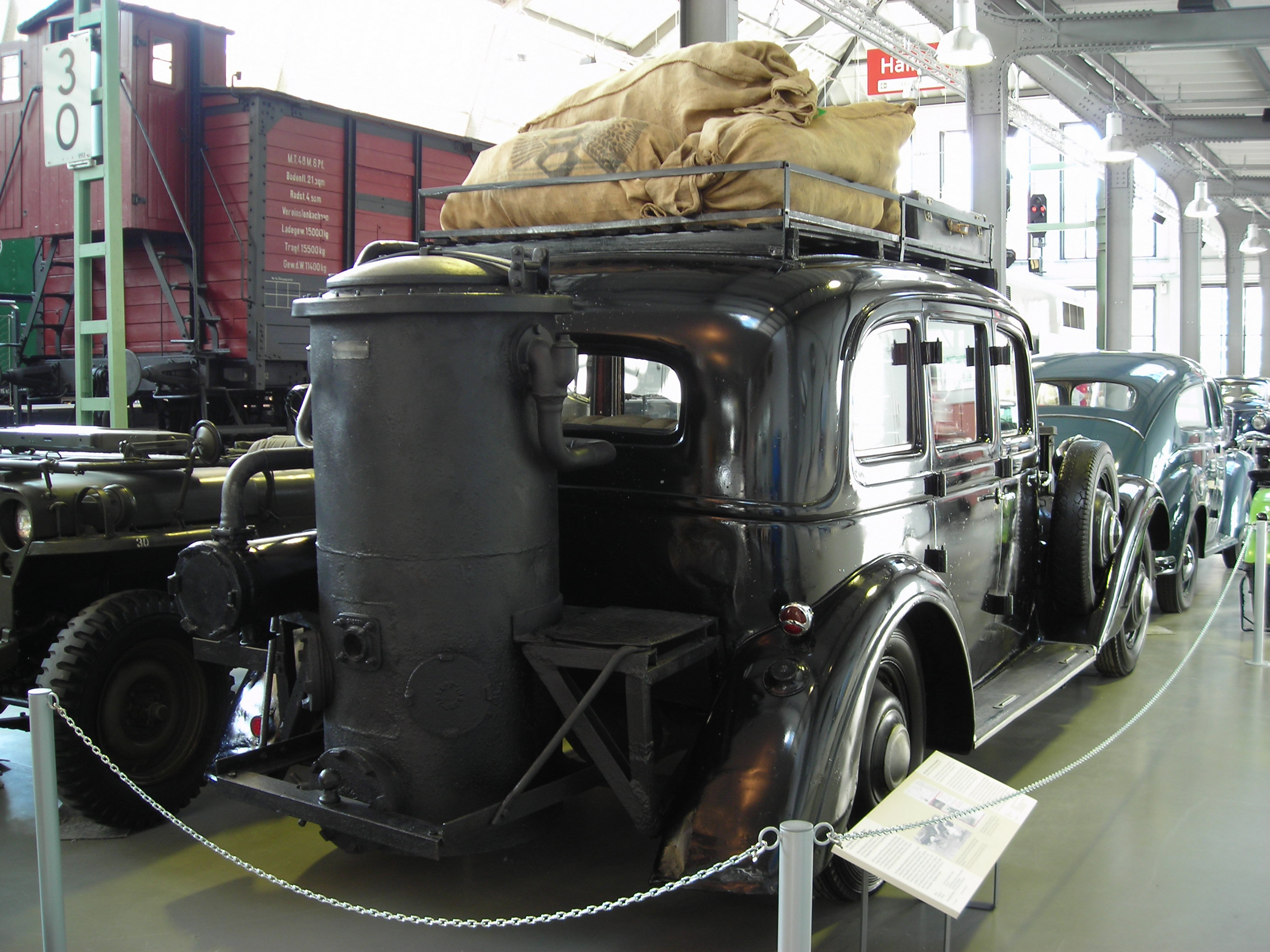
Auto mit Holzvergaser

  - Zweitakt (ältere Pkw und Motorräder)
  - Viertakt (aktuelle Pkw, Lkw und viele Motorräder)

Nachdem benzin- und dieselbetriebene Fahrzeuge lange Zeit die Automobiltechnik beherrschten, lassen gestiegenes Umweltbewusstsein und die Verteuerung sowie absehbare Verringerung der Verfügbarkeit von mineralölbasierten Kraftstoffen auch alternative Kraftstoffe sowie alternative Antriebskonzepte wieder in das Blickfeld von Automobilentwicklern und -produzenten rücken.
Alternative Kraftstoffe können sein:
- Für Hubkolbenmotoren:
  - Kraftstoffe biogenen Ursprungs (Bioethanol, Biodiesel 1. und 2. Generation)
  - Autogas (schon lange im Gebrauch, rückt wieder vermehrt in den Fokus)
  - Erdgas
- Für Hubkolbenmotoren und Brennstoffzellen
  - Wasserstoff
  - Methan oder Methanol

Alternative Antriebstechniken werden teils durch eine Elektrifizierung des Antriebsstrangs realisiert oder ergänzt:
- Elektroantrieb
- Hybridantrieb

### Kraftübertragung
Die Kraftübertragung beinhaltet alle Baugruppen, die im Antriebsstrang zwischen dem Motor und den Antriebsrädern angeordnet sind. Hauptaufgaben der Kraftübertragung sind die Weiterleitung, Verteilung und Regelung/Wandlung des Drehmoments und der Drehzahl.
Zur Kraftübertragung gehört:
- Ausgleichgetriebe, auch als Differentialgetriebe oder Differential bezeichnet
- Fahrzeuggetriebe
- Gelenkwelle oder Kette
- Kupplung
- Verteilergetriebe

### Fahrwerk
Als Fahrwerk versteht man die Teile des Fahrzeuges, die der Kraftübertragung vom Fahrzeugaufbau zur Straße dienen und die das Fahrverhalten eines Fahrzeuges bestimmen bzw. beeinflussen.
Die allermeisten Fahrzeuge werden mittels Rädern fortbewegt. Für Fahrzeuge, die auch im schweren Gelände bewegt werden sollen, wie bestimmte Bagger oder Kampfpanzer werden Kettenantriebe eingesetzt. Daneben gibt es exotische Fahrwerke wie den Schneckenantrieb des russischen ZIL-2906 oder Fahrzeuge mit mechanischen Beinen wie den Mondospider oder die plumpe Walking Machine.
Zum Fahrwerk zählen:
- Bremsanlage
- Federung und Dämpfung
- Lenkung
- Radaufhängung
- Räder und Bereifung

Das Fahrwerk dient in seiner Gesamtheit dazu, das Kraftfahrzeug fahrbar zu machen. Neben der Möglichkeit die Fahrtrichtung zu ändern, muss das Fahrwerk auch auf unebenen Strecken den stetigen Kontakt zur Fahrbahn halten, um so Kräfte zu übertragen.
Zurzeit wird in Pkw meist und bei Bussen häufig eine Einzelradaufhängung verwendet. Bei Geländewagen und Lkw kommen nach wie vor auch Starrachsen zur Anwendung. Dort kommt vereinzelt auch noch die Blattfeder als Federelement zum Einsatz, während sonst Drehstab- und Schraubenfedern dominieren. Insbesondere bei Bussen und bei den Lkw wird jedoch vermehrt auch die Luftfederung angewendet, die eine einfache Anpassung an die Beladung ermöglicht. Beim Pkw ist die Luftfederung aus Kostengründen bislang der Oberklasse vorbehalten. Das Konzept der modernen Luftfederung wurde bereits Anfang der 1950er Jahre von Citroën als Hydropneumatik erfunden.

### Karosserie
Als Karosserie bezeichnet man den Aufbau und die Verkleidung des Kraftfahrzeugs.
Man unterscheidet drei verschiedene Bauformen:
- mittragende Bauweise
- Rahmenbauweise
- selbsttragende Bauweise

Bei der Rahmenbauweise bilden Karosserie und Rahmen eine eigene Einheit und werden elastisch miteinander verbunden. Diese Bauweise wird vorrangig im Lkw-Bau eingesetzt. Bei der „selbsttragenden“ Bauweise übernimmt eine versteifte Bodengruppe die Funktion des Rahmens. Der gesamte Aufbau bildet eine Einheit. Diese Bauweise wird vorrangig im Pkw-Bau eingesetzt. Bei der „mittragenden“ Bauweise ist der Rahmen mit der Karosserie über Schweiß- oder Schraubverbindungen fest verbunden.

### Fahrzeugelektrik/-elektronik
Zur elektrischen Anlage des Kraftfahrzeugs gehören alle spannungsführenden Bauteile. Das sind:
- Beleuchtungseinrichtung
- Bordnetz
- Fahrzeugbatterie
- Radio
- Generator
- Motorsteuerung
- Starter
- Zündanlage

- sonstige elektrische Einrichtungen
  - Airbagsysteme
  - Anzeigeinstrumente und Kontrollleuchten
  - Radio
  - Diebstahl-Warnanlagen
  - Fahrerassistenzsystem
  - Fahrtrichtungsanzeiger
  - Klimaanlage
  - Komfortsysteme z. B. Sitzheizung
  - Nachtsicht-Assistent
  - Signalhörner
  - Vorglühanlage
  - Wegfahrsperren
  - Zentralverriegelung

## Umweltschutz, Landschaftsschutz
Die Kraftfahrzeuge im Straßenverkehr sind der Hauptgrund für Straßenbau mit allen ihren Folgen (Flächenversiegelung, Abholzung usw.). Da es sich in der überwiegenden Mehrzahl um Fahrzeuge handelt, die mit Verbrennungsmotoren (genauer: mit der durch Verbrennungsmotoren erzeugten Kraft) angetrieben werden, ist das Kfz einer der Verursacher von Luftverschmutzung. Unter dem Gesichtspunkt des Umweltschutzes lassen sich Energiesparautos von den üblichen Kraftfahrzeugen unterscheiden, siehe 3-Liter-Auto. Dies ist besonders wichtig im Hinblick auf den Ausstoß von Kohlendioxid, das den Treibhauseffekt erzeugt.

## Bestand an Personenkraftwagen nach Kraftstoffarten

### Deutschland
| Jahr (zum 1. Jan.) | Kraftstoffart | Kraftstoffart | Kraftstoffart                        | Kraftstoffart                    | Kraftstoffart | Kraftstoffart | Kraftstoffart    | Kraftstoffart | Gesamt Pkw |
| Jahr (zum 1. Jan.) | Benzin        | Diesel        | Flüssiggas (LPG) (einschl. bivalent) | Erdgas (CNG) (einschl. bivalent) | Elektro       | Hybrid        | darunter Plug-in | Sonstige      | Gesamt Pkw |
| ------------------ | ------------- | ------------- | ------------------------------------ | -------------------------------- | ------------- | ------------- | ---------------- | ------------- | ---------- |
| 2005               | 36.264.661    | 9.071.611     | 13.051                               | 21.571                           | 2.038         | 2.150         |                  | 444 Anm3      | 45.375.526 |
| 2006               | 35.918.697    | 10.091.290    | 40.585                               | 30.554                           | 1.931         | 5.971         |                  | 1.275 Anm3    | 46.090.303 |
| 2007               | 35.594.333    | 10.819.760    | 98.370                               | 42.759                           | 1.790         | 11.275        |                  | 1.370 Anm3    | 46.569.657 |
| 2008               | 30.905.204    | 10.045.903    | 162.041                              | 50.614                           | 1.436         | 17.307        |                  | 1.089 Anm3    | 41.183.594 |
| 2009               | 30.639.015    | 10.290.288    | 306.402                              | 60.744                           | 1.452         | 22.330        |                  | 940 Anm3      | 41.321.171 |
| 2010               | 30.449.617    | 10.817.769    | 369.430                              | 68.515                           | 1.588         | 28.862        |                  | 1.846 Anm3    | 41.737.627 |
| 2011               | 30.487.578    | 11.266.644    | 418.659                              | 71.519                           | 2.307         | 37.256        |                  | 17.600 Anm3   | 42.301.563 |
| 2012               | 30.452.019    | 11.891.375    | 456.252                              | 74.853                           | 4.541         | 47.642        |                  | 965 Anm3      | 42.927.647 |
| 2013               | 30.206.472    | 12.578.950    | 494.777                              | 76.284                           | 7.114         | 64.995        |                  | 2.532 Anm3    | 43.431.124 |
| 2014               | 29.956.296    | 13.215.190    | 500.867                              | 79.065                           | 12.156        | 85.575        |                  | 2.081 Anm3    | 43.851.230 |
| 2015               | 29.837.614    | 13.861.404    | 494.148                              | 81.423                           | 18.948        | 107.754       |                  | 1.833 Anm3    | 44.403.124 |
| 2016               | 29.825.223    | 14.532.426    | 475.711                              | 80.300                           | 25.502        | 130.365       |                  | 1.682 Anm3    | 45.071.209 |
| 2017               | 29.978.635    | 15.089.392    | 448.025                              | 77.187                           | 34.022        | 165.405       | 20.975           | 10.894 Anm3   | 45.803.560 |
| 2018               | 30.451.268    | 15.225.296    | 421.283                              | 75.459                           | 53.861        | 236.710       | 44.419           | 10.717 Anm3   | 46.474.594 |
| 2019               | 31.031.021    | 15.153.364    | 395.592                              | 80.776                           | 83.175        | 341.411       | 66.997           | 10445 Anm3    | 47.095.784 |
| 2020               | 31.464.680    | 15.111.382    | 371.472                              | 82.198                           | 136.617       | 539.383       | 102.175          | 10245 Anm3    | 47.715.977 |
| 2021               | 31.435.340    | 15.060.124    | 346.765                              | 83.067                           | 309.083       | 1.004.089     | 279.861          | 808 Anm2      | 48.248.584 |
| 2022               | 31 Mio.       | 14,9 Mio.     |                                      |                                  | 618.460       | 1.669.051     | 565.956          | 1.211 Anm2    | 48.540.878 |
| 2023               | 30.556.538    | 14.437.489    | 326.853                              | 80.630                           | 1.013.009     | 2.337.897     | 864.712          |               | 48.763.036 |
| 2024               | 30.235.032    | 14.142.184    |                                      |                                  | 1.408.681     | 2.911.262     | 921.886          | 10.382        | 49.098.685 |
| 2025               | 29.918.520    | 13.829.261    | 299.922                              | 73.123                           | 1.651.643     | 3.556.956     | 967.423          | 1.802 Anm2    | 50.298.650 |

Ab 1. Januar 2008 nur noch angemeldete Fahrzeuge ohne vorübergehende Stilllegungen/Außerbetriebsetzungen.
Ab 1. Januar 2017 wird zusätzlich noch die Anzahl der „Hybrid Plug-in“ angegeben.

### Österreich
| Jahr (zum 31.12) | Kraftstoffart                                  | Kraftstoffart      | Kraftstoffart | Kraftstoffart | Kraftstoffart                   | Kraftstoffart               | Kraftstoffart                           | Kraftstoffart                 | Gesamt Pkw |
| Jahr (zum 31.12) | Benzin (inkl. Benzin/Ethanol E85, "Flex-Fuel") | darunter Flex-Fuel | Diesel        | Elektro       | Flüssiggas (inklusive bivalent) | Erdgas (inklusive bivalent) | Hybrid (Benzin/Elektro, Diesel/Elektro) | Wasserstoff (Brennstoffzelle) | Gesamt Pkw |
| ---------------- | ---------------------------------------------- | ------------------ | ------------- | ------------- | ------------------------------- | --------------------------- | --------------------------------------- | ----------------------------- | ---------- |
| 2003             | 2.168.945                                      |                    | 1.885.228     | 135           |                                 |                             |                                         |                               | 4.054.308  |
| 2004             | 2.087.180                                      |                    | 2.021.743     | 128           | 78                              | 78                          |                                         |                               | 4.109.129  |
| 2005             | 2.127.533                                      |                    | 2.127.533     | 127           | 131                             | 131                         |                                         |                               | 4.156.743  |
| 2006             | 1.983.337                                      |                    | 2.220.804     | 127           | 707 Anm1                        | 707 Anm1                    | 707 Anm1                                |                               | 4.204.969  |
| 2007             | 1.960.380                                      |                    | 2.283.302     | 131           | 1.770 Anm1                      | 1.770 Anm1                  | 1.770 Anm1                              |                               | 4.245.583  |
| 2008             | 1.957.751                                      |                    | 2.323.016     | 146           | 33                              | 1.381                       | 2.592                                   |                               | 4.284.919  |
| 2009             | 1.972.352                                      |                    | 2.381.906     | 223           | 57                              | 1.847                       | 3.559                                   |                               | 4.359.944  |
| 2010             | 1.988.079                                      |                    | 2.445.506     | 353           | 88                              | 2.209                       | 4.792                                   |                               | 4.441.027  |
| 2011             | 1.997.066                                      |                    | 2.506.511     | 989           | 125                             | 2.670                       | 6.060                                   |                               | 4.513.421  |
| 2012             | 2.001.295                                      | 6.456              | 2.570.124     | 1.389         | 185                             | 3.109                       | 8.100                                   | 0                             | 4.584.202  |
| 2013             | 2.003.699                                      | 6.397              | 2.621.133     | 2.070         | 251                             | 3.651                       | 10.504                                  | 0                             | 4.641.308  |
| 2014             | 2.011.104                                      | 6.380              | 2.663.063     | 3.386         | 280                             | 4.262                       | 12.823                                  | 3                             | 4.694.921  |
| 2015             | 2.019.139                                      | 6.254              | 2.702.922     | 5.032         | 312                             | 4.775                       | 15.862                                  | 6                             | 4.748.048  |
| 2016             | 2.038.019                                      | 6.165              | 2.749.046     | 9.073         | 342                             | 5.031                       | 20.033                                  | 13                            | 4.821.557  |
| 2017             | 2.080.434                                      | 5.992              | 2.770.470     | 14.618        | 337                             | 5.206                       | 27.494                                  | 19                            | 4.898.578  |
| 2018             | 2.139.239                                      | 5.769              | 2.776.332     | 20.831        | 335                             | 5.542                       | 36.549                                  | 24                            | 4.978.852  |
| 2019             | 2.179.235                                      | 5.464              | 2.772.854     | 29.523        | 332                             | 5.746                       | 51.817                                  | 41                            | 5.039.548  |
| 2020             | 2.195.578                                      | 5.190              | 2.762.273     | 44.507        | 332                             | 5.731                       | 83.361                                  | 45                            | 5.091.827  |
| 2021             | 2.197.006                                      | 4.878              | 2.717.475     | 76.539        | 332                             | 5.455                       | 136.974                                 | 55                            | 5.133.836  |

### Schweiz
| Kraftstoffart | Benzin    | Diesel    | Elektro | Übrige Treibstoffe | Gesamt Pkw |
| ------------- | --------- | --------- | ------- | ------------------ | ---------- |
| 1990          | 2.905.762 | 79.129    | 409     | 97                 | 2.985.397  |
| 1991          | 2.975.154 | 81.883    | 671     | 90                 | 3.057.798  |
| 1992          | 3.006.666 | 83.640    | 771     | 151                | 3.091.228  |
| 1993          | 3.022.762 | 85.703    | 774     | 284                | 3.109.523  |
| 1994          | 3.073.062 | 90.747    | 775     | 458                | 3.165.042  |
| 1995          | 3.132.238 | 95.585    | 770     | 583                | 3.229.176  |
| 1996          | 3.166.299 | 100.412   | 759     | 623                | 3.268.093  |
| 1997          | 3.216.484 | 105.718   | 753     | 500                | 3.323.455  |
| 1998          | 3.269.402 | 112.736   | 746     | 423                | 3.383.307  |
| 1999          | 3.342.265 | 123.969   | 724     | 353                | 3.467.311  |
| 2000          | 3.402.309 | 141.863   | 754     | 321                | 3.545.247  |
| 2001          | 3.456.468 | 172.097   | 690     | 458                | 3.629.713  |
| 2002          | 3.486.757 | 213.184   | 676     | 334                | 3.700.951  |
| 2003          | 3.490.699 | 261.987   | 651     | 553                | 3.753.890  |
| 2004          | 3.489.925 | 319.905   | 625     | 896                | 3.811.351  |
| 2005          | 3.475.004 | 381.189   | 592     | 4.657              | 3.861.442  |
| 2006          | 3.442.302 | 450.992   | 562     | 6.158              | 3.900.014  |
| 2007          | 3.418.081 | 524.614   | 528     | 12.564             | 3.955.787  |
| 2008          | 3.370.326 | 596.480   | 517     | 22.488             | 3.989.811  |
| 2009          | 3.320.810 | 666.089   | 512     | 22.191             | 4.009.602  |
| 2016          | 3.149.902 | 1.291.500 | 10.724  | 57.439             | 4.524.029  |
| 2017          | 3.127.023 | 1.346.938 | 14.539  | 67.661             | 4.570.823  |

1. 1 2  Hybrid-Fahrzeuge (benzin-elektrisch, diesel-elektrisch)

## Fahrerlaubnis
Die Nutzung eines Kraftfahrzeugs auf öffentlichem Grund setzt in fast allen Ländern der Welt den Besitz einer Fahrerlaubnis voraus, die mit Auflagen und Beschränkungen versehen werden kann. Ein Führerschein dokumentiert diese Erlaubnis.

## Besteuerung
Im Zusammenhang mit Kraftfahrzeugen werden einige Steuern erhoben. Neben dem Zweck der Geldbeschaffung setzen Staaten dieses Instrument auch zur Verminderung der durch Kraftfahrzeuge verursachten Umweltschäden ein. Neben der verbrauchsabhängigen Mineralölsteuer gibt es die zeitbezogene Kraftfahrzeugsteuer und (seltener, z. B. in Dänemark) eine Zulassungssteuer. In Österreich gibt es auch die Normverbrauchsabgabe (NoVA), die bei der erstmaligen Zulassung eines Fahrzeugs im Land zu entrichten ist.
Im Oktober 2021 unterbreitete das deutsche Umweltbundesamt den Vorschlag, Steuerprivilegien für Dieselkraftstoff (das „Dieselprivileg“) abzuschaffen und Steuerbegünstigungen für privat genutzte Dienstwagen sowie die Entfernungspauschale für Pendler abzubauen. Neben dem Ende oder Abbau dieser Steuerermäßigungen für den Autoverkehr forderte das Umweltbundesamt auch die Steuerermäßigung für Agrardiesel, die Steuervergünstigungen für Kerosin und die Mehrwertsteuerbefreiung für internationale Flüge einzusparen. Die zusätzlich eingenommenen Geldmittel sollten für klimafreundliche oder soziale Ziele eingesetzt werden.

## Forschungseinrichtungen zum Thema Kraftfahrzeug
- AVL List GmbH, Graz
- Fachgebiet Fahrzeugtechnik der Technischen Universität Darmstadt
- FEV Motorentechnik GmbH, Aachen
- Forschungsinstitut für Kraftfahrwesen und Fahrzeugmotoren Stuttgart
- Ingenieurgesellschaft Auto und Verkehr (IAV GmbH), Berlin
- Institut für Kraftfahrzeuge Aachen (ika) der RWTH Aachen
- Institut für Land- und Seeverkehr, Fachgebiet Kraftfahrzeuge der TU Berlin (ILS Kraftfahrzeuge)

## Problemfälle
Die meisten elektrisch angetriebenen Freizeit-Spaßgeräte, wie z. B. E-Boards, werden rechtlich als Kraftfahrzeuge eingeordnet. Im öffentlichen Raum dürfen sie daher nicht auf dem Gehweg oder dem Fahrradweg benützt werden, sondern müssen auf die Straße. Dort benötigen sie dann eine amtliche Zulassung, ansonsten ist ihr Gebrauch „Fahren ohne Zulassung“, was mit einer Geldbuße und Punkten in Flensburg geahndet werden kann. Bei minderjährigem „Fahrer“ kommt i. A. noch „Fahren ohne Fahrerlaubnis“ hinzu.
Ausnahmen sind Pedelec (Elektrofahrrad) und Segway.